# Avifauna

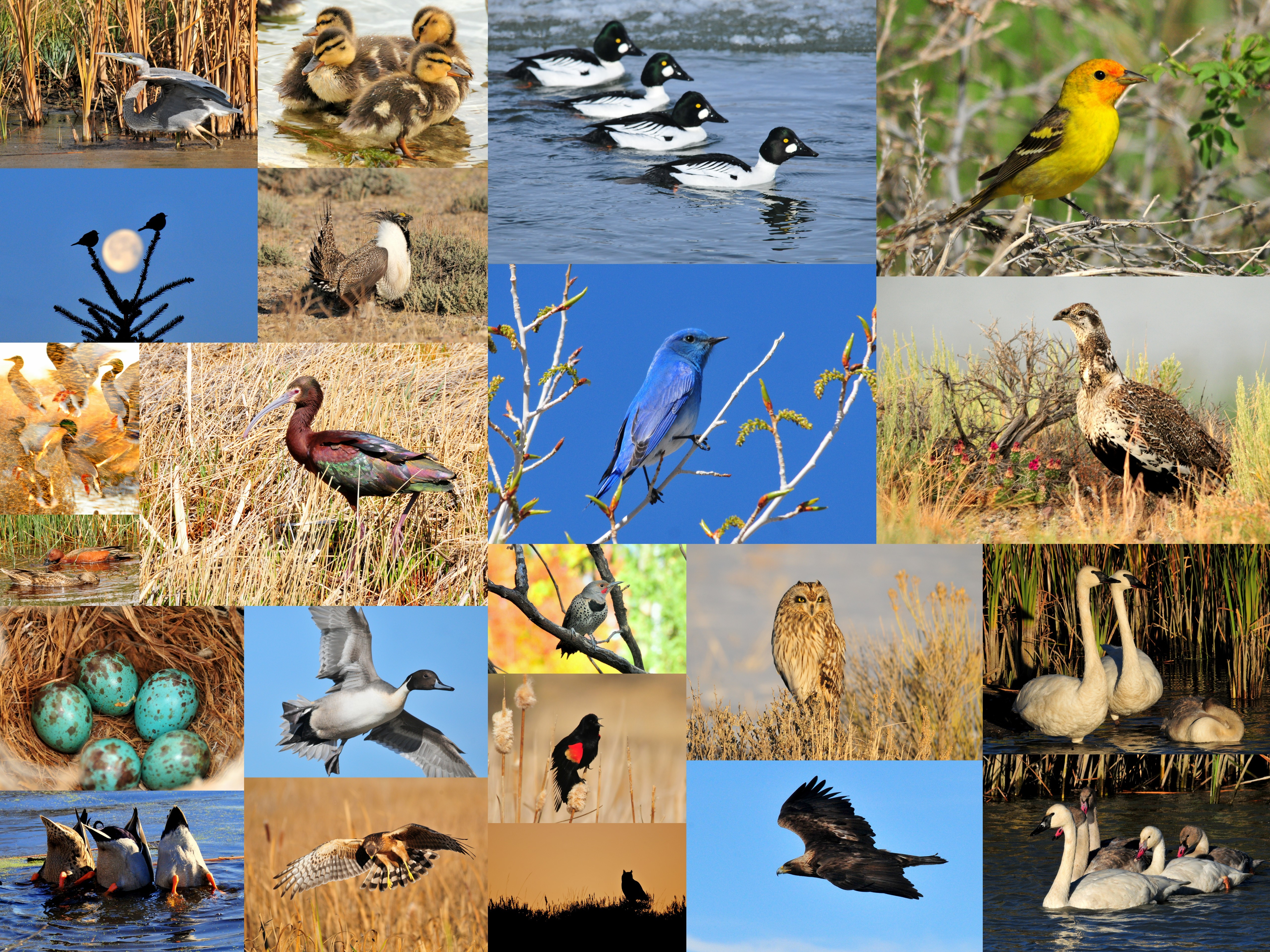
Fotografías de aves tomadas en Refugios Nacionales de Vida Silvestre en la región Mountain Prairie, Estados Unidos.

Se conoce con el nombre de avifauna el conjunto de especies de aves que habitan una determinada región.
En el mundo de la ornitología este concepto es utilizado con mucha frecuencia, puesto que son muchos los aficionados que se deplazan a determinados lugares de la Tierra para observar unas especies de aves en concreto.
Hay que tener en cuenta que el factor migratorio de estos aves hace que una misma especie se pueda considerar avifauna de varias regiones distintas.